# 817
817 (DCCCXVII) var ett normalår som började en torsdag i den julianska kalendern.

## Händelser

### Januari
- 25 januari – Sedan Stefan IV har avlidit dagen innan väljs Paschalis I till påve.

### Okänt datum
- I den Aghlabidiska dynastin efterträds Abdullah I ibn Ibrahim av Ziyadat Allah I ibn Ibrahim.

## Födda
- Abu-Dawud Sulaiman ibn Ash`ath al-Azadi al-Sijistani, arabisk traditionssamlare och författare.

## Avlidna
- 24 januari – Stefan IV, påve sedan 816.
- Yeshe Tsogyal, tibetansk kejsarinna.